# České souhlásky
Tento lingvistický článek popisuje české souhlásky z fonetického a fonologického hlediska.
Čeština má celkem 27 souhláskových fonémů, které se tradičně rozdělují podle způsobu a místa tvoření. U tzv. pravých souhlásek navíc existují dvojice lišící se svojí znělostí.

## Artikulace

### Způsob artikulace
Souhlásky jsou poměrně heterogenní skupinou zvuků, existuje mnoho způsobů jejich tvoření. Společná vlastnost, která odlišuje souhlásky od samohlásek, jejich relativní zavřenost. To znamená, že při jejich artikulaci jsou ústa otevřena méně než u samohlásek, čímž vznikají překážky a turbulence při proudění vzduchu – příčina vzniku šumu.
Všechny české souhlásky jsou tvořeny proudem vzduchu, který je uváděn do pohybu vytlačováním z plic. Řadíme je tedy mezi pulmonické egresivní.

#### Okluzivy
Závěrové souhlásky (okluzivy) vznikají přechodným vytvořením závěru (okluze), který brání proudění vzduchu. Uvolněním závěru dojde k prudkému uvolnění přetlaku vzduchu a vzniká typický šum. Z poslechového (akustického) hlediska se jedná o ražené souhlásky (explozivy, často jen plozivy).
| Hláska | IPA | Název                          | Alofon   | Alofon    |
| Hláska | IPA | Název                          | základní | znělostní |
| ------ | --- | ------------------------------ | -------- | --------- |
| /p/    | /p/ | neznělá bilabiální ploziva     | [p]      | [b]       |
| /b/    | /b/ | znělá bilabiální ploziva       | [b]      | [p]       |
| /t/ 2  | /t/ | neznělá alveolární ploziva     | [t]      | [d]       |
| /d/ 2  | /d/ | znělá alveolární ploziva       | [d]      | [t]       |
| /ť/ 3  | /c/ | neznělá palatální ploziva      | [c]      | [ɟ]       |
| /ď/ 3  | /ɟ/ | znělá palatální ploziva        | [ɟ]      | [c]       |
| /k/    | /k/ | neznělá velární ploziva        | [k]      | [g]       |
| /g/ 1  | /g/ | znělá velární ploziva          | [g]      | [k]       |
|        |     | neznělá glotální ploziva (ráz) | [ʔ] 4    |           |

1 Jako samostatný foném se /g/ vyskytuje pouze v přejatých slovech. V domácích slovech je vyslovované [g] znělou realizací /k/. Původní praslovanské /g/ se v češtině během 14. století změnilo v /h/.
2 Zatímco /d/ je obvykle realizováno jako alveolární, /t/ je většinou denti-alveolární (hrot jazyka se dotýká horních řezáků).
3 /ť/ a /ď/ jsou alveolo-palatální (dásňo-patrové) s primárně koronálním kontaktem v oblasti dásní a kontaktem laterálním, tedy po stranách patra. Kontakt jazyka v centrální oblasti tvrdého patra není vždy přítomen.
Ráz
4 Ráz se nepovažuje za samostatný foném. Použití v češtině je fakultativní (nepovinné). Výslovnost s rázem nebo bez rázu nemění význam slov. Ráz nemá distinktivní funkci.
Dříve formulovaná pravidla spisovné výslovnosti vyžadovala použití rázu vždy, když slabika začínala samohláskou. Ráz tak vlastně nahrazuje chybějící slabičnou preturu. V současnosti se však ráz ve výslovnosti využívá méně. Používání rázu je ovlivněno regionálně, obecně však lze říci, že v moravské výslovnosti se ráz používá mnohem méně.
V současné češtině plní ráz dvě funkce:
- Vyznačení předělu mezi slovy nebo uvnitř složenin. Vkládá se obvykle mezi dvě samohlásky, které spolu netvoří dvojhlásku, např. používat [po.ʔuʒi:vat], táta a máma [ta:ta ʔa ma:ma]; u slov začínajících samohláskou slouží k odlišení předložky, např. z okna [s ʔokna]; vkládá se před samohlásku u druhé části složeniny, např. trojúhelník [troj.ʔu:ɦɛlɲi:k]. V této funkci se ráz používá převážně v Čechách, na Moravě je obvyklá výslovnost bez rázu, např. [troju:ɦɛlɲi:k], [zokna]. Obě varianty výslovnosti jsou považovány za správné.
- Zdůraznění. Použitím rázu lze zvýraznit důraz na určité slovo, výslovnost bez rázu je spíše emočně neutrální.

Ve spisovné výslovnosti se nikdy neklade ráz ve slovech cizího původu, kde dochází k setkání dvou samohlásek, např. ve slově koala.

#### Nazály
Nazály, nosovky, vznikají vytvořením okluze (závěru) v dutině ústní a uvolněním cesty vzduchu nosní dutinou – u ostatních souhlásek je průchod do nosní dutiny uzavřen měkkým patrem. Vyznačují se šumem i tónem (sonoritou), který je formován rezonancí v ústní dutině (závislé na postavení artikulátorů a místě vytvoření okluze). Jedná se o souhlásky znělé. Na konci artikulace dochází k uvolnění okluze v ústní dutině, proto se též někdy přiřazují mezi explozivy.
| Hláska | IPA | Název             | Alofon   | Alofon      | Alofon        |
| Hláska | IPA | Název             | základní | artikulační | slabikotvorný |
| ------ | --- | ----------------- | -------- | ----------- | ------------- |
| /m/    | /m/ | bilabiální nazála | [m]      | [ɱ] 1       | [m̩] 2         |
| /n/    | /n/ | alveolární nazála | [n]      | [ŋ] 3       |               |
| /ň/ 4  | /ɲ/ | palatální nazála  | [ɲ]      |             |               |

1 Tato realizace /m/ se zpravidla objevuje před labiodentálními (retozubnými) hláskami (/f, v/), např. ve slově tramvaj. Jedná se o přizpůsobení místa tvoření následující souhlásce, /m/ se jinak vyslovuje jako bilabiální (obouretné).
2 Zřídka se může /m/ objevit ve funkci slabičného jádra, např. ve slovech sedm, osm, Rožmberk. V běžné výslovnosti se však před /m/ vkládá [ʊ] ([sɛdʊm] atd.). Tato výslovnost se považuje za korektní.
3 Tato realizace /n/ se zpravidla objevuje před velárními (zadopatrovými) hláskami (/k, g, x/), např. ve slově banka. Jedná se o přizpůsobení místa tvoření následující souhlásce, /n/ se jinak vyslovuje jako alveolární (předodásňové).
4 /ň/ se vyslovuje jako alveolo-palatální (dásňo-patrové).

#### Konstriktivy
Úžinové souhlásky (konstriktivy) se tvoří těsným přiblížením dvou artikulátorů, čímž vzniká úžina (konstrikce) a silný šum. Podle poslechového dojmu se též nazývají třené souhlásky (frikativy).
| Hláska | IPA   | Název                            | Alofon   | Alofon    |
| Hláska | IPA   | Název                            | základní | znělostní |
| ------ | ----- | -------------------------------- | -------- | --------- |
| /f/ 1  | /f/   | neznělá labiodentální frikativa  | [f]      | [v]       |
| /v/ 2  | /v/   | znělá labiodentální frikativa    | [v]      | [f]       |
| /s/    | /s/   | neznělá alveolární frikativa     | [s]      | [z]       |
| /z/    | /z/   | znělá alveolární frikativa       | [z]      | [s]       |
| /š/    | /ʃ/   | neznělá postalveolární frikativa | [ʃ]      | [ʒ]       |
| /ž/    | /ʒ/   | znělá postalveolární frikativa   | [ʒ]      | [ʃ]       |
| /x/    | /x/ 3 | neznělá velární frikativa        | [x]      | [ɦ/ɣ] 4   |
| /h/ 5  | /ɦ/   | znělá glotální frikativa         | [ɦ]      | [x] 3     |

1 Jako samostatný foném se /f/ v domácích slovech vyskytuje jen výjimečně. Obvykle je hláska [f] neznělou realizací /v/.
2 Hláska /v/ podléhá regresivní asimilaci znělosti, např. vzpomínka [fspomiːŋka], sama ji však nepůsobí, např. svět [svjɛt]
3 V písmu se zaznamenává spřežkou <ch>.
4 Neznělé zadopatrové /x/ tvoří pár se znělým hlasivkovým /h/, ačkoliv se obě souhlásky liší místem tvoření. Mluvčími jsou však vnímány obě jako „zadní“. Znělou realizací /x/ (např. ve spojení abych byl) může být buď glotální (hlasivkové)[ɦ], nebo velární (zadopatrové) [ɣ]. Jedná se o volné alofony, jejichž využití je podmíněno regionálními zvyklostmi.
5 Znělé /h/ je poměrně specifické pro češtinu a některé slovanské jazyky (např. slovenština). Ve většině jazyků, které mají /h/, je tato hláska neznělá. Může podléhat progresivní asimilaci znělosti, zejména ve skupině /sh/, např. shořet [sxor̩ɛt]. Tato výslovnost je typická v Čechách. Na Moravě je běžnější regresivní asimilace, [zɦor̩ɛt].

#### Semiokluzivy
Poloražené souhlásky (semiokluzivy) vznikají prvotní krátkou okluzí (závěrem), která je vzápětí uvolněna a následována šumem vzniklým konstrikcí (úžinou). V podstatě jde o rychlý sled okluzivy a konstriktivy, které jsou artikulovány současně. Ve výslovnosti lze zřetelně rozlišit současnou artikulaci u semiokluzivy (např. /c/ [t͡s]) od dvou samostatně vyslovených souhlásek (např. [t] a [s]). Z hlediska poslechového se jedná o souhlásky poloražené (afrikáty).
| Hláska | IPA     | Název                           | Alofon   | Alofon    |
| Hláska | IPA     | Název                           | základní | znělostní |
| ------ | ------- | ------------------------------- | -------- | --------- |
| /c/    | /t͡s/ 2  | neznělá alveolární afrikáta     | [t͡s]     | [d͡z]      |
| /ʒ/ 1  | /d͡z/ 2  | znělá alveolární afrikáta       | [d͡z]     | [t͡s]      |
| /č/    | /t͡ʃ/ 2  | neznělá postalveolární afrikáta | [t͡ʃ]     | [d͡ʒ]      |
| /ǯ/ 1  | /d͡ʒ / 2 | znělá postalveolární afrikáta   | [d͡ʒ]     | [t͡ʃ]      |

1 Fonémy /ʒ/ a /ǯ/ se v písmu zaznamenávají spřežkami <dz> a <dž>. Jako samostatné fonémy se tyto hlásky vyskytují převážně ve slovech cizího původu. Ve slovech domácích se jedná o znělé realizace fonémů /c/ a /č/.
2 Pro zápis semiokluziv se v IPA někdy používají neoficiální ligatury: ʦ, ʣ, ʧ, ʤ. Současná verze IPA podporuje používání dvou oddělených znaků, jejichž spojitá výslovnost může být zdůrazněna použitím vázacího znaku. Česká vědecká transkripce dává přednost jedinému znaku pro zdůraznění, že jde o jediný foném a jednotnou artikulaci.

#### Vibranty
Vibranty, kmitavé souhlásky, vznikají aerodynamicky podmíněným, opakovaným dotykem artikulátorů (kmitáním).
| Hláska  | IPA | Název                       | Alofon   | Alofon    | Alofon        |
| Hláska  | IPA | Název                       | základní | znělostní | slabikotvorný |
| ------- | --- | --------------------------- | -------- | --------- | ------------- |
| /r/ 4   | /r/ | alveolární vibranta         | [r]      |           | [r̩] 1         |
| /ř/ 2,4 | /r̝/ | zvýšená alveolární vibranta | [r̝] 3    | [r̝°]      |               |

1 V češtině se často objevuje /r/ místo samohlásky v pozici slabičného jádra (např. krk, kapr).
2 Hláska /ř/ je specifická pro češtinu, v jiných jazycích se vyskytuje většinou pouze jako alofon jiných hlásek. Má dvojí realizaci, přičemž znělá varianta je základní, vlivem souhláskového okolí a na konci slova se však vyslovuje nezněle. Podléhá jak regresivní (např. přetvářka), tak i progresivní asimilaci znělosti (např. při).
Vyznačuje se vyšší mírou kontaktu jazyka s tvrdým patrem než /r/, nabývá tak více charakteru konstriktivy. Má vyšší míru šumu a ztrácí vlastnosti sonory – nemůže tedy stát v pozici jádra slabiky. Zatímco /r/ se vyznačuje 1–3 výraznými kmity, /ř/ má 3–5 menších a rychlejších kmitů. Rty jsou při artikulaci /ř/ mírně zaokrouhleny.
3 Pro zápis znělého /ř/ se v IPA někdy používá neoficiální znak ɼ. Tento znak byl z oficiální tabulky odstraněn a nahrazen znakem r s diakritickým znaménkem, které značí „zvýšenou alveolární vibrantu“.
4 V běžné mluvě mají /r/ i /ř/ ve velké většině případů pouze jeden kmit. (Mohou být ale realizovány i úplně bez kmitu.)

#### Aproximanty
Aproximanty vznikají přiblížením (aproximací) artikulátorů, které není tak těsné jako u konstriktiv, ale těsnější než u samohlásek. Nemají výrazný šum ani tón. Aproximanty jsou nejvíce otevřené souhlásky, a tvoří tedy jakýsi plynulý přechod k samohláskám.
| Hláska | IPA | Název                            | Alofon   | Alofon        | Alofon  |
| Hláska | IPA | Název                            | základní | slabikotvorný | poziční |
| ------ | --- | -------------------------------- | -------- | ------------- | ------- |
| /l/ 1  | /l/ | alveolární laterální aproximanta | [l]      | [l̩] 2         |         |
| /j/    | /j/ | palatální aproximanta            | [j]      |               | [ɪ̯] 3   |
|        |     | bilabiální aproximanta           |          |               | [ʊ̯] 4   |

1 /l/ je jediná boková (laterální) hláska v češtině. Jazyk se při její výslovnosti dotýká dásňového oblouku, zatímco vzduch proudí okolo boků jazyka. U všech ostatních souhlásek proudí vzduch před střed jazyka (středové souhlásky).
2 V češtině se často objevuje /l/ místo samohlásky v pozici slabičného jádra (např. vlk, řekl).
3 Artikulačně je /j/ polovokál blízký samohlásce /i/. Z fonetického hlediska je možné považovat tautosylabické (stejnoslabičné) spojení samohlásky a /j/ za dvojhlásku (např. [ɛɪ̯]/[ɛj], z hlediska fonologické funkce však ve spisovné češtině jde spojení dvou fonémů (/e/ + /j/) – na rozdíl od obecné češtiny, kde dvojhláska /ej/ jako foném existuje.
Ve výslovnosti přejatých slov se vkládá [j] mezi samohlásky ve skupinách /ia, ie, ii, io, iu/, např. Marie [marɪjɛ].
4 Jedná se o poziční variantu samohlásky /u/, která se v češtině vyskytuje výhradně jako druhý člen dvojhlásek /ou, au, eu/, který netvoří slabičné jádro.

### Místo tvoření

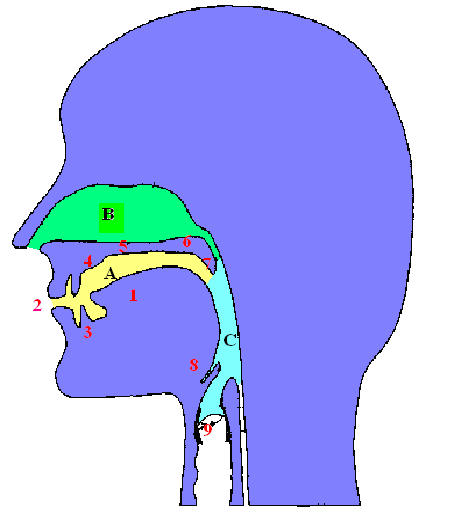
Schéma artikulačního ústrojí s vyznačením jeho částí:
A – ústní dutina (cavum oris),
B – nosní dutina (cavum nasi),
C – hltan (pharynx)
1 – jazyk (lingua), 2 – rty (labia), 3 – zuby (dentes), 4 – dásňový oblouk se sklípky (alveoli), v nichž jsou usazeny zuby, 5 – tvrdé patro (palatum durum), 6 – měkké patro (palatum velum) 7 – čípek (uvula), 8 – hrtanová záklopka (epiglottis), 9 – hlasivková štěrbina (glottis)

Překážky proudění vzduchu, způsobující tvorbu souhláskového šumu, se mohou vytvářet na různých místech artikulačního ústrojí. Toho se rovněž využívá při klasifikaci. Následující rozdělení souhlásek používá názvosloví, které není zcela systematické, protože částečně pojmenovává oba artikulátory, částečně jen jeden z artikulátorů zapojených do tvoření hlásek. Nicméně toto rozdělení je vžité a všeobecně užívané.
České souhlásky se z tohoto hlediska dělí do 7 skupin. Nejvíce souhlásek patří mezi tzv. prealveolární, které se tvoří přiblížením nebo kontaktem špičky jazyka s přední částí dásňového oblouku.
| Místo artikulace               | Zúčastněné artikulátory                        | Souhlásky                    |
| ------------------------------ | ---------------------------------------------- | ---------------------------- |
| obouretné (bilabiální)         | oba rty                                        | m, p, b                      |
| retozubné (labiodentální)      | dolní ret a horní zuby                         | f, v; nefonemické: ɱ         |
| předodásňové ((pre)alveolární) | přední část horních dásňových výstupků a jazyk | n, t, d, c, ʒ, s, z, r, ř, l |
| zadodásňové (postalveolární)   | zadní část horních dásňových výstupků a jazyk  | č, ǯ, š, ž                   |
| předopatrové (palatální)       | tvrdé patro a jazyk                            | ň, ť, ď, j                   |
| zadopatrové (velární)          | měkké patro a jazyk                            | k, g, x; nefonemické: ŋ      |
| hlasivkové (glotální)          | hlasivky                                       | h; nefonemické: ʔ (ráz)      |

### Sekundární artikulace
Kromě základního místa tvoření se může uplatňovat i činnost dalších orgánů.
Nejdůležitější je v tomto ohledu činnost hlasivek. U pravých souhlásek je jejich aktivní činnost (fonace) rozlišujícím rysem – tyto souhlásky tvoří dvojice, kde jeden z členů je znělý (hlasivky kmitají) a druhý neznělý (hlasivky jsou v klidu). U jedinečných souhlásek je znělá výslovnost základní, neznělá realizace u nich může být jen náhodná a nerozlišuje význam. Znělost nemá u jedinečných souhlásek fonologickou platnost.
Výslovnost znělých souhlásek je doprovázena  vyšším napětím svalů artikulačního ústrojí – znělé souhlásky jsou napjaté (fortisové), neznělé nenapjaté (lenisové). Tento rozdíl si nejlépe uvědomíme při šeptání, kdy se neuplatňuje činnost hlasivek, přesto však je možné sluchem rozlišit znělé a neznělé souhlásky. Rys napjatosti není pro češtinu fonologicky relevantní, za základní znak se bere znělost.
U některých souhlásek /š, ž, č, ǯ, ř/ je výsledný zvuk dotvářen mírným zaokrouhlením rtů (labializací). Tento rys však není podstatný pro rozlišení významu.
Další sekundární způsoby artikulace (např. palatalizace, velarizace atd.) se ve spisovné výslovnosti neuplatňují.

## Akustika
Z akustického hlediska jsou souhlásky dosti heterogenní skupinou zvuků. Společnou vlastností je přítomnost šumu, tj. nepravidelných kmitů. Tato vlastnost se nazývá konsonantnost. To je hlavní rozdíl od samohlásek.

### Pravé a jedinečné souhlásky, znělost
Jako pravé souhlásky se označují nevokální souhlásky s vysokou mírou šumu. V češtině vytvářejí korelační páry, jejichž členy se od sebe liší znělostí. Do této skupiny se řadí okluzivy (explozivy), semiokluzivy (afrikáty) a konstriktivy (frikativy), tj. /p, b, t, d, k, g, f, v, s, z, š, ž, x, h, ř, c, ʒ, č, ǯ/. Patří sem i ráz, který však nemá znělý protějšek (není realizovatelný). Znělé pravé souhlásky se vyznačují přítomností tónu, který je však jiné kvality než u samohlásek a jedinečných souhlásek.
Jako jedinečné souhlásky se označují souhlásky, které jsou vždy znělé (netvoří znělostní páry) a vyznačují se vokálností – přítomností vyšších frekvencí, tzv. formantů (F1, F2 atd.), ve svém spektru. V češtině jde o /m, n, ň, r, l/ a jejich alofony [ɱ, ŋ]. Nazývají se též sonory.
K jedinečným souhláskám patří i klouzavé hlásky /j, ʊ̯/, které jsou svým charakterem polovokály (blízké samohláskám). Nemají příznak konsonantnosti ani vokálnosti. Rovněž jsou vždy znělé.
Znělost je dána aktivní činností hlasivek (fonací), které tvoří základní frekvenci F0. Znělé souhlásky se vyznačují přítomností tónu.
| Vlastnost            | Samohláska                  | Souhláska | Souhláska          | Souhláska                   | Souhláska                     |
| Vlastnost            | Samohláska                  | klouzavá  | jedinečná          | pravá znělá                 | pravá neznělá                 |
| -------------------- | --------------------------- | --------- | ------------------ | --------------------------- | ----------------------------- |
| znělost (F0)         | +                           | +         | +                  | +                           | -                             |
| vokálnost (F1, F2 …) | +                           | -         | +                  | -                           | -                             |
| konsonantnost (šum)  | -                           | -         | +                  | +                           | +                             |
| Zástupci v češtině   | a, e, i, o, u á, é, í, ó, ú | j, ʊ̯      | m, n, ň, r, l ɱ, ŋ | b, d, g, v, z ž, h, ř, ʒ, ǯ | p, t, k, f, s š, x, ř, c, č ʔ |

Pro srovnání uvádí tabulka i samohlásky.

### Kompaktnost – nekompaktnost
Kompaktní jsou hlásky, které mají zvukovou energii soustředěnou uprostřed spektra, nekompaktní mají toto maximum posunuto k hornímu nebo dolnímu okraji spektra. Kompaktní souhlásky se vyslovují v zadní části ústní dutiny (od postalveolár až po glotály), ostatní jsou nekompaktní.

### Drsnost – matnost
Drsné souhlásky se vyznačují výraznými nepravidelnostmi složek zvuku, velkým třecím šumem způsobeným turbulencemi vzduchu. Drsné jsou frikativy a afrikáty. Ostatní souhlásky jsou matné. Vyznačují se sourodým zvukovým spektrem.
Drsnost a matnost tvoří fonologickou opozici mezi explozivami a afrikátami: /t/~/c/, /d/~/ʒ/, /ť/~/č/, /ď/~/ǯ/. U ostatních skupin souhlásek není tento rys relevantní.

### Kontinuálnost – nekontinuálnost
Tato vlastnost se týká časového trvání artikulace a výsledného zvuku. Kontinuální (nepřerušené) souhlásky lze vyslovovat relativně dlouhou dobu. Nekontinuální mají během své artikulace úplný závěr (okluzi) s následnou explozí, jedná se tedy o explozivy (okluzivy) orální i nazální a afrikáty (semiokluzivy).

### Gravisovost – akutovost
Gravisové (tupé) souhlásky zahrnují nízké frekvence ve svém spektru. Jedná se přední (bilabiály a labiodentály) a zadní (veláry, glotály) souhlásky.
Akutové (ostré) souhlásky jsou všechny ostatní. Mají ve svém spektru převážně vysoké frekvence.

### Délka
Artikulace každé souhlásky se vyznačuje objektivně změřitelnou délkou trvání (kvantitou). Ta je ovlivněna mnoha faktory.
Minimální délka představuje mezní hodnotu, jejíž dodržení je nutné pro rozlišení dané hlásky posluchačem. Průměrné hodnoty však bývají delší.
Nejkratší trvání v češtině mají souhlásky [r] a [l], cca 100 ms. Obecně platí, že konstriktivy (např. [s] cca 260 ms) trvají déle než okluzivy (např. [c] (ť) cca 160 ms, z toho vlastní ploze cca 10 ms). Neznělé souhlásky trvají déle než znělé, k jejichž artikulaci je potřeba vynaložit více energie.
Záleží též na pozici souhlásky ve slově, např. [ʃ] (š) před samohláskou trvá asi 180 ms, mezi samohláskami 235 ms a na konci slova asi 290 ms.
K prodloužení souhlásek dochází např. při emocionálně laděných projevech, při zdůraznění, v citoslovcích apod. Jako dlouhá souhláska se může ve spojité výslovnosti jevit zdvojená souhláska na hranici morfémů. Prodloužené trvání se někdy v písmu označuje opakování grafému (písmena), např. vrr, bzz, pssst.
Na rozdíl od samohlásek není v češtině délka souhlásek fonologicky relevantním rysem, tj. nemá schopnost rozlišit význam.

## Alofony
Alofonem se rozumí různá realizace téže hlásky – fonému – aniž by došlo ke změně významu. Tato různá výslovnost je buď podmíněna pozicí hlásky ve slově a jejím okolím (poziční varianty), nebo se liší mezi jednotlivými mluvčími, nářečími (volné varianty) apod.
Spisovná výslovnost češtiny připouští u souhlásek varianty podmíněné jejich okolím, volné varianty (např. různá výslovnost /l/) jsou hodnoceny jako nářeční nebo jako vada řeči (např. jiné realizace /r/ než jako alveolární vibranta, tzv. ráčkování).

### Asimilace a neutralizace znělosti
Pravidelnou změnou, charakteristickou pro českou výslovnost, je změna znělosti pravých souhlásek. Dochází k ní v těchto případech:
- asimilace (spodoba) znělosti ve skupinách pravých souhlásek – tyto skupiny se celé vyslovují buď zněle, nebo nezněle. Zpravidla dochází k tzv. regresivní asimilaci, kdy se znělost skupiny řídí podle poslední souhlásky (např. roztok [rostok]). Odchylně se chovají fonémy /h, ř, v/ (viz výše);
- neutralizace znělosti na konci slov – znělé souhlásky se na konci slov vyslovují jako neznělé (např. led [lɛt] - ledu [lɛdu]). Ve spojité výslovnosti však může docházet k asimilaci znělosti i na hranicích slov.

Asimilaci znělosti nepodléhají jedinečné souhlásky (sonory), neboť nemají neznělé protějšky, ani tuto asimilaci standardně nezpůsobují (v moravských nářečích však k této asimilaci obvykle dochází).
Znělé a neznělé pravé souhlásky tvoří páry, v jejichž rámci se spodoba znělosti uplatňuje:.
| Neznělé realizace | [p]     | [t]     | [c]     | [k]     | [f]     | [s]     | [ʃ]     | [x]     | [t͡s]    | [t͡ʃ]    | [r̝]   |
| Znělé realizace   | [b]     | [d]     | [ɟ]     | [ɡ]     | [v]     | [z]     | [ʒ]     | [ɦ]     | [d͡z]    | [d͡ʒ]    | [r̝°]  |
| Dvojice fonémů    | /p/~/b/ | /t/~/d/ | /ť/~/ď/ | /k/~/g/ | /f/~/v/ | /s/~/z/ | /š/~/ž/ | /x/~/h/ | /c/~/ʒ/ | /č/~/ǯ/ | /ř/ * |

* K asimilaci znělosti dochází v rámci jediného fonému /ř/.

### Asimilace místa tvoření
Pro usnadnění výslovnosti může docházet k posunu místa tvoření ve skupinách souhlásek. Spisovná výslovnost toto zjednodušení připouští u nosovek (nazál) v těchto případech:
- Foném /m/, běžně realizovaný jako obouretná (bilabiální) hláska, se před retozubnými (labiodentálními) souhláskami /f, v/ může vyslovovat jako retozubné [ɱ] (např. ve slově tramvaj). V češtině se však toto spojení vyskytuje zřídka.
- Foném /n/, běžně realizovaný jako předodásňová (alveolární) hláska, se před zadopatrovými (velárními) souhláskami /k, g, x/ může vyslovovat jako zadopatrové [ŋ] (např. ve slově banka).

### Splývání souhlásek
Pro tvoření slov se na hranici morfémů mohou setkat dva stejné fonémy. V mnoha případech, zejména u přípon, výslovnost obou fonémů splývá, např. cenný [t͡sɛniː], měkký [mɲɛkiː]. 

Pro vyznačení předělu, zejména u předpon a ve složeninách, je obvyklá zdvojená výslovnost (geminace), tj. oba fonémy se vysloví odděleně. Zdvojená výslovnost je nutná zejména pro rozlišení různých slov: nejjasnější [nɛjjasɲɛjʃiː] x nejasnější [nɛjasɲɛjʃiː]. Zdvojená výslovnost v případech jako [t͡sɛnniː] nebo [mɲɛkkiː] však obvykle působí strojeně a je vnímána jako hyperkorektní.
Rovněž se mohou při slovotvorbě setkat ploziva (/d, t, ɟ, c/) s frikativou (/s, z, ʃ, ʒ/). V běžném hovoru obvykle akusticky splývají a vytvářejí afrikáty ([t͡s, d͡z, t͡ʃ, d͡ʒ]): dětský [ɟɛt͡skiː]. Při pečlivé výslovnosti se však oba fonémy vysloví odděleně: [ɟɛt.skiː].
Asimilace souhlásek na hranici slov (např. pojď sem [pot͡sɛm]) je ve standardní výslovnosti nevhodná. Hlásky je třeba vyslovovat vždy zřetelně a odděleně: [pojc sɛm].

## Souhlásky v písmu
Čeština používá hláskové písmo, latinku, rozšířené o znaky s diakritikou. V případě tzv. měkkých souhlásek, které jsou v latině cizí, to je háček, který se umísťuje nad základní znak. U písmen <ť, ď> má háček v některých fontech odlišnou podobu. Znaky s diakritikou jsou tyto:
č, ď, ň, ř, š, ť, ž
Č, Ď, Ň, Ř, Š, Ť, Ž
Diakritický pravopis umožňuje zachovávat zásadu, že jednotlivému fonému (hlásce) v češtině zpravidla odpovídá jediný grafém (písmeno). Diakritický pravopis byl pro češtinu navržen na začátku 15. století v latinsky psaném díle De orthographia Bohemica (1406), jehož autorství se připisuje Janu Husovi. Původně se však místo háčku psala tečka (punctus rotundus).
Kromě diakritiky používá čeština také spřežky <ch> (považována za samostatné písmeno, stojící v abecedě za <h>), <dz> a <dž> (obě téměř výhradně ve slovech cizího původu).
Hlavní princip českého pravopisu je fonologický (nikoliv fonetický, jak se v některých učebnicích pro zjednodušení uvádí). Grafický zápis plně neodpovídá skutečné výslovnosti. Jednotlivá písmena (grafémy) a spřežky neodpovídají jednotlivým zvukům, ale fonémům. To umožňuje vystihnout určité morfologické a etymologické zákonitosti. Typicky se to projevuje například tím, že pravopis nepostihuje spodobu znělosti ve skupinách souhlásek a ztrátu znělosti na konci slov (viz výše).
Z historických důvodů se souhlásky /ď, ť, ň/ před /e, i, í/ zapisují jako <d, t, n>. To znamená že tyto skupiny se ve slovech domácího původu píší <dě, tě, ně; di, ti, ni; dí, tí, ní>.

## Celkový přehled
Následující tabulka uvádí výčet jednotlivých českých souhlásek, zapsaných ve znacích IPA. Tučně jsou označeny základní realizace (alofony), netučné jsou základní realizace periferních fonémů (tj. takových, které se vyskytují jen v cizích slovech a citoslovcích), v závorkách jsou poziční varianty jiných hlásek. Tam, kde jsou symboly ve dvojicích, označuje levý symbol neznělou a pravý znělou souhlásku.

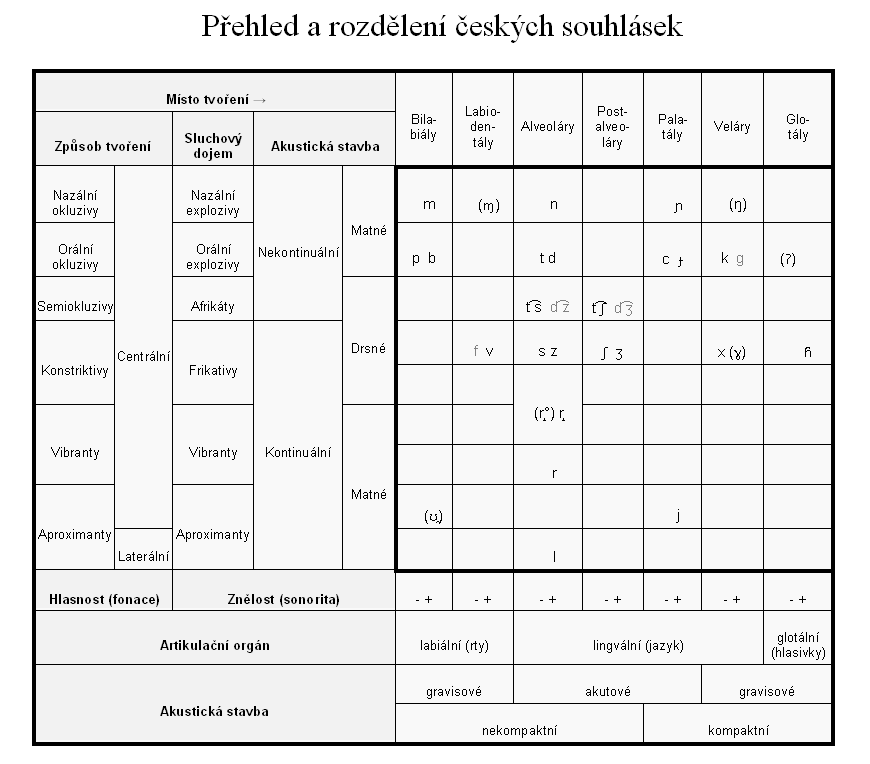
Zobrazit tabulku jako obrázek

| Místo tvoření →   | Místo tvoření →    | Místo tvoření →    | Místo tvoření →    | Místo tvoření →    | Bila‐ biály    | Labio‐ den‐ tály | Alveoláry         | Post‐ alveo‐ láry | Pala‐ tály        | Veláry            | Glo‐ tály           |
| Způsob tvoření    | Způsob tvoření     | Sluchový dojem     | Akustická stavba   | Akustická stavba   | Bila‐ biály    | Labio‐ den‐ tály | Alveoláry         | Post‐ alveo‐ láry | Pala‐ tály        | Veláry            | Glo‐ tály           |
| Centrální         | Nazální okluzivy   | Nazální explozivy  | Nekontinuální      | Matné              | m              | (ɱ)              | n                 |                   | ɲ                 | (ŋ)               |                     |
| Centrální         | Orální okluzivy    | Orální explozivy   | Nekontinuální      | Matné              | p b            |                  | t d               |                   | c ɟ               | k g               | (ʔ)                 |
| Centrální         | Semiokluzivy       | Afrikáty           | Nekontinuální      | Drsné              |                |                  | t͡s d͡z             | t͡ʃ d͡ʒ             |                   |                   |                     |
| Centrální         | Konstriktivy       | Frikativy          | Kontinuální        | Drsné              |                | f v              | s z               | ʃ ʒ               |                   | x (ɣ)             | ɦ                   |
| Centrální         | Konstriktivy       | Frikativy          | Kontinuální        | Drsné              | (r̝°) r̝         |                  |                   |                   |                   |                   |                     |
| Centrální         | Vibranty           |                    | Kontinuální        | Drsné              |                |                  |                   |                   |                   |                   |                     |
| Centrální         | Matné              |                    | Kontinuální        |                    | r              |                  |                   |                   |                   |                   |                     |
| Centrální         | Matné              | Aproximanty        | Aproximanty        | (ʊ̯)                |                |                  |                   | j                 |                   |                   |                     |
| Laterální         | Matné              | Aproximanty        | Aproximanty        |                    |                | l                |                   |                   |                   |                   |                     |
| Hlasnost (fonace) | Znělost (sonorita) | Znělost (sonorita) | Znělost (sonorita) | Znělost (sonorita) | – +            | – +              | – +               | – +               | – +               | – +               | – +                 |
| Artikulační orgán | Artikulační orgán  | Artikulační orgán  | Artikulační orgán  | Artikulační orgán  | labiální (rty) | labiální (rty)   | lingvální (jazyk) | lingvální (jazyk) | lingvální (jazyk) | lingvální (jazyk) | glotální (hlasivky) |
| Akustická stavba  | Akustická stavba   | Akustická stavba   | Akustická stavba   | Akustická stavba   | gravisové      | gravisové        | akutové           | akutové           | akutové           | gravisové         | gravisové           |
| Akustická stavba  | Akustická stavba   | Akustická stavba   | Akustická stavba   | Akustická stavba   | nekompaktní    | nekompaktní      | nekompaktní       | nekompaktní       | kompaktní         | kompaktní         | kompaktní           |